# Rio Bonito do Iguaçu

Rio Bonito do Iguaçu  é um município do estado do Paraná, no Brasil. Sua população, conforme estimativas do IBGE de 2020, era de 13 255 habitantes.

## História
A margem norte do Rio Iguaçu, nas proximidades do atual município de Rio Bonito do Iguaçu começou a ser explorada no ano de 1769 pela bandeira do Capitão Antonio da Silveira Peixoto, que tinha o objetivo de explorar a porção sul e oeste da Capitania de São Paulo. A bandeira criou as primeiras estradas que ligavam União da Vitória a foz do Rio Iguaçu no Rio Paraná.
A partir da segunda metade do século XIX, a região dos Campos de Guarapuava começou a ser ocupada, abrindo caminho para a colonização da região. Nesta época, os índios Caingangues eram os principais ocupantes da região. José Nogueira do Amaral abriu uma picada na mata, passando pela atual cidade de Rio Bonito do Iguaçu, que ligou a margem norte do Iguaçu à estrada que ligava Foz do Iguaçu a Curitiba (atual rodovia 277). Com o passar dos anos a localidade foi sendo povoada, por famílias que vinham do sul do país, principalmente.
O atual município de Rio Bonito do Iguaçu foi área do Território Federal do Iguaçu, criado em 1943 e extinto em 1946. Nesta época um pequeno povoado já havia se formado e estava em expansão, muito por conta da migração em massa.
Em 30 de novembro de 1953, foi criado Distrito administrativo de Rio Bonito, pertencendo ao município de Laranjeiras do Sul. Em 3 de abril de 1990, de acordo com a Lei Estadual n° 9.222, sancionada pelo então governador Álvaro Dias, Rio Bonito do Iguaçu tornou-se município emancipado, com território sendo desmembrado de Laranjeiras do Sul. A instalação oficial do município se deu em 1 de janeiro de 1993.

## Topônimo
Iguaçu é um termo de origem tupi que significa água grande, através da junção dos termos y (água) e gûasu (grande).